# Lower Shiplake
Lower Shiplake är en by i Oxfordshire i England. Byn är belägen 37 km 
från Oxford. Orten har 1 423 invånare (2016).